# La Perrière (Orne)
La Perrière ist eine Ortschaft und eine Commune déléguée in der französischen Gemeinde Belforêt-en-Perche mit 213 Einwohnern (Stand: 1. Januar 2022) im Département Orne in der Region Normandie.
Mit Wirkung vom 1. Januar 2017 wurden bisherigen Gemeinden Le Gué-de-la-Chaîne, Eperrais, Origny-le-Butin, La Perrière, Saint-Ouen-de-la-Cour und Sérigny zu einer Commune nouvelle mit dem Namen Belforêt-en-Perche zusammengeschlossen und haben in der neuen Gemeinde den Status einer Commune déléguée. Der Verwaltungssitz befindet sich im Ort Le Gué-de-la-Chaîne. Die Gemeinde La Perrière gehörte zum Arrondissement Mortagne-au-Perche und zum Kanton Ceton.

## Lage
Nachbarorte sind Montgaudry im Westen, Pervenchères im Norden, Saint-Jouin-de-Blavou im Nordosten, Bellavilliers im Osten, Le Gué-de-la-Chaîne und Origny-le-Butin im Südosten und Suré im Süden.

## Bevölkerungsentwicklung
| Jahr      | 1962 | 1968 | 1975 | 1982 | 1990 | 1999 | 2008 | 2015 |
| --------- | ---- | ---- | ---- | ---- | ---- | ---- | ---- | ---- |
| Einwohner | 639  | 618  | 520  | 422  | 346  | 291  | 287  | 253  |

## Sehenswürdigkeiten
- Kirche Notre-Dame du Rosaire
- Logis de l’Évêque, seit 1995 Monument historique
- Schloss Monthimer, seit 1975 Monument historique
- ehemaliges Rathaus (Mairie)

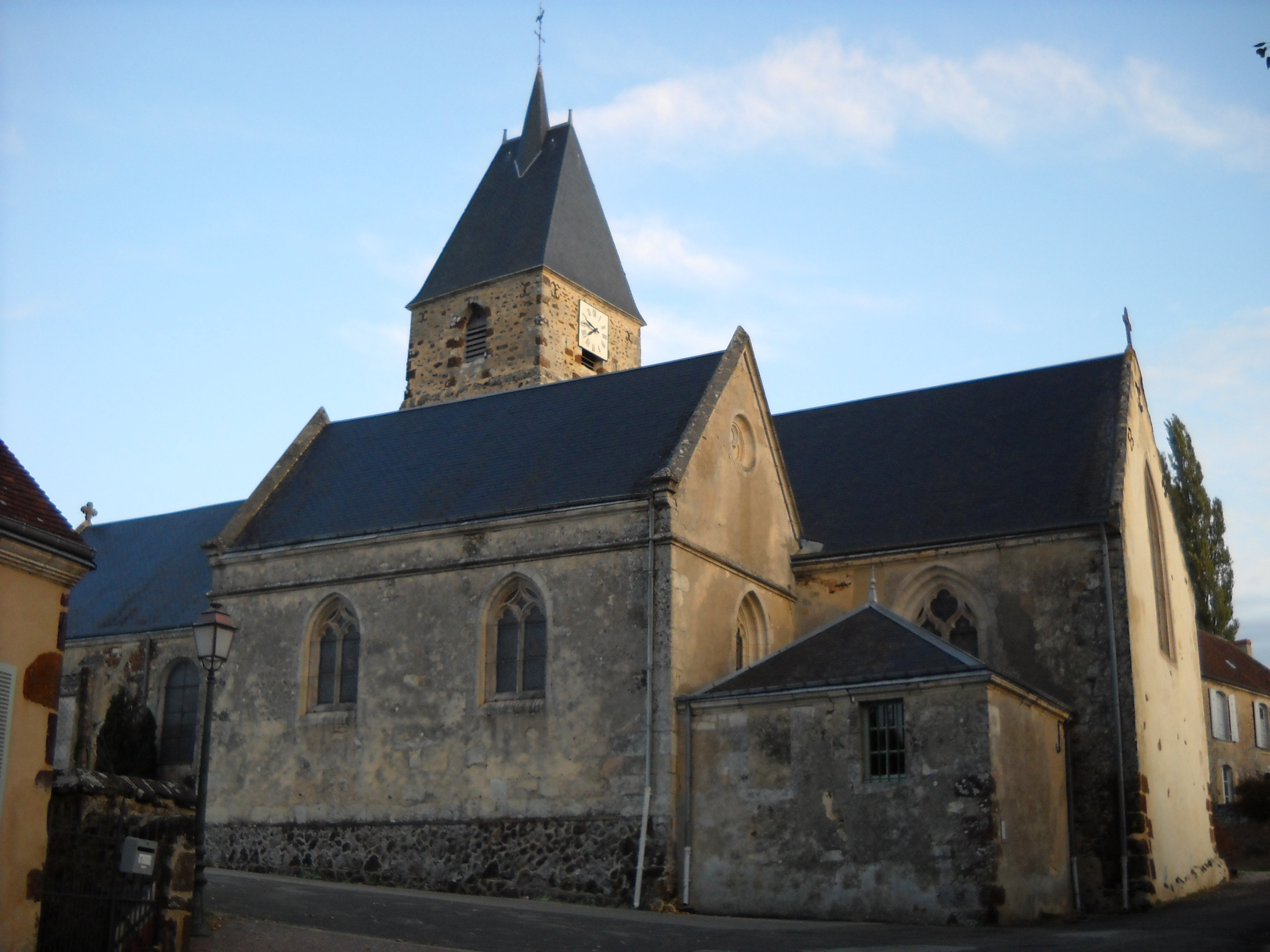
Kirche Notre-Dame du Rosaire
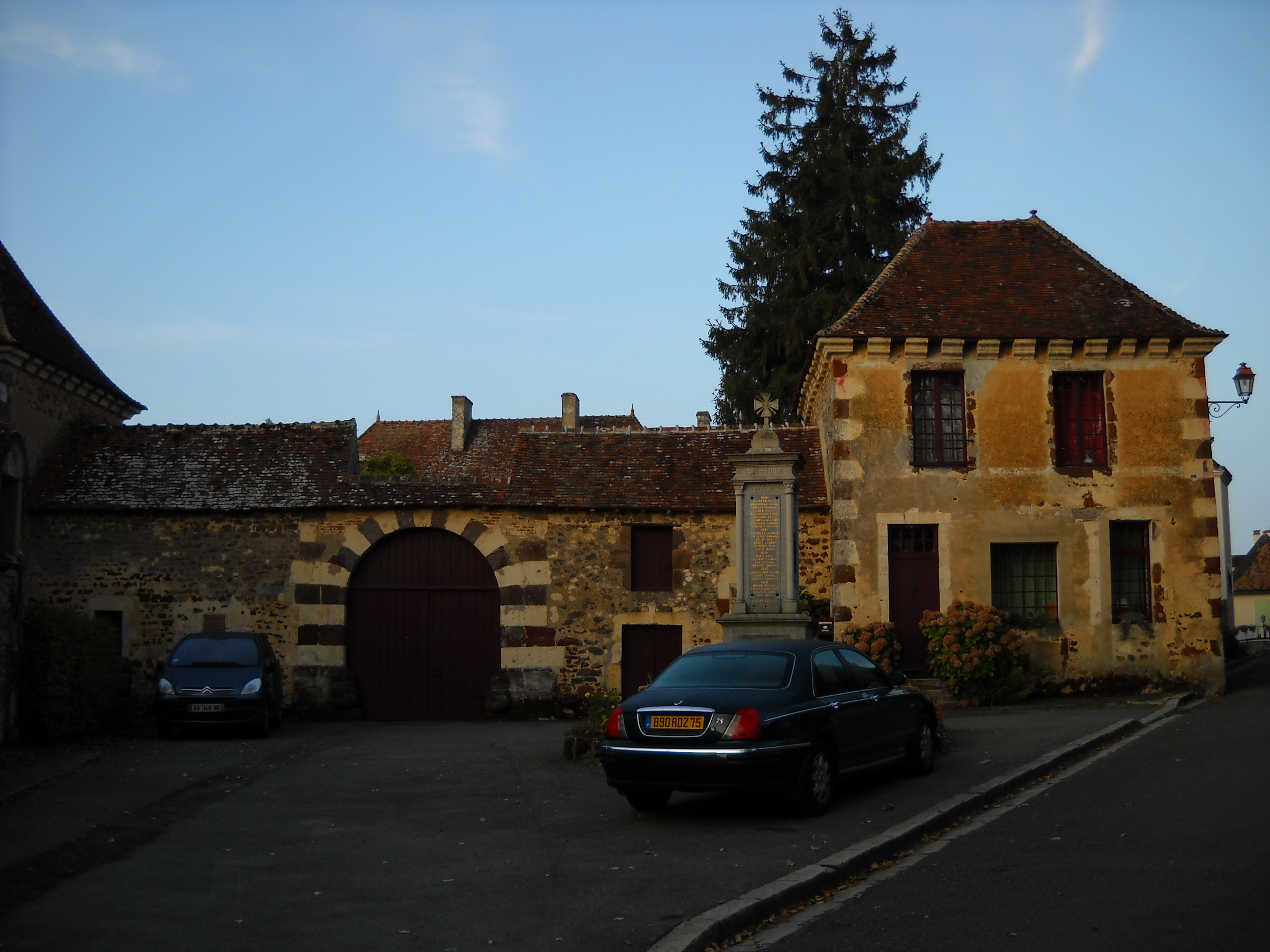
Logis de l’Évêque
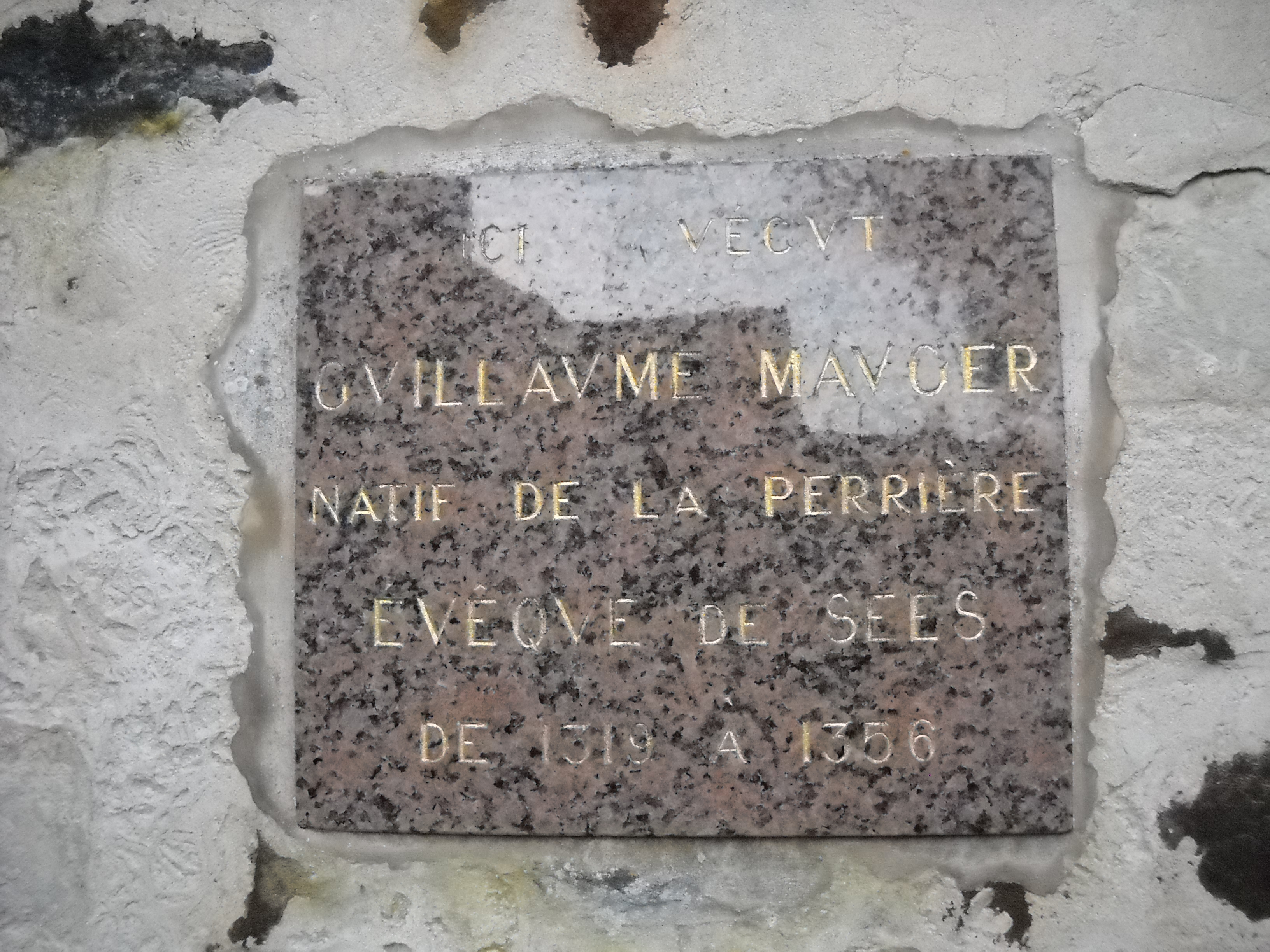
Orientierungstafel an der Logis de l’Évêque
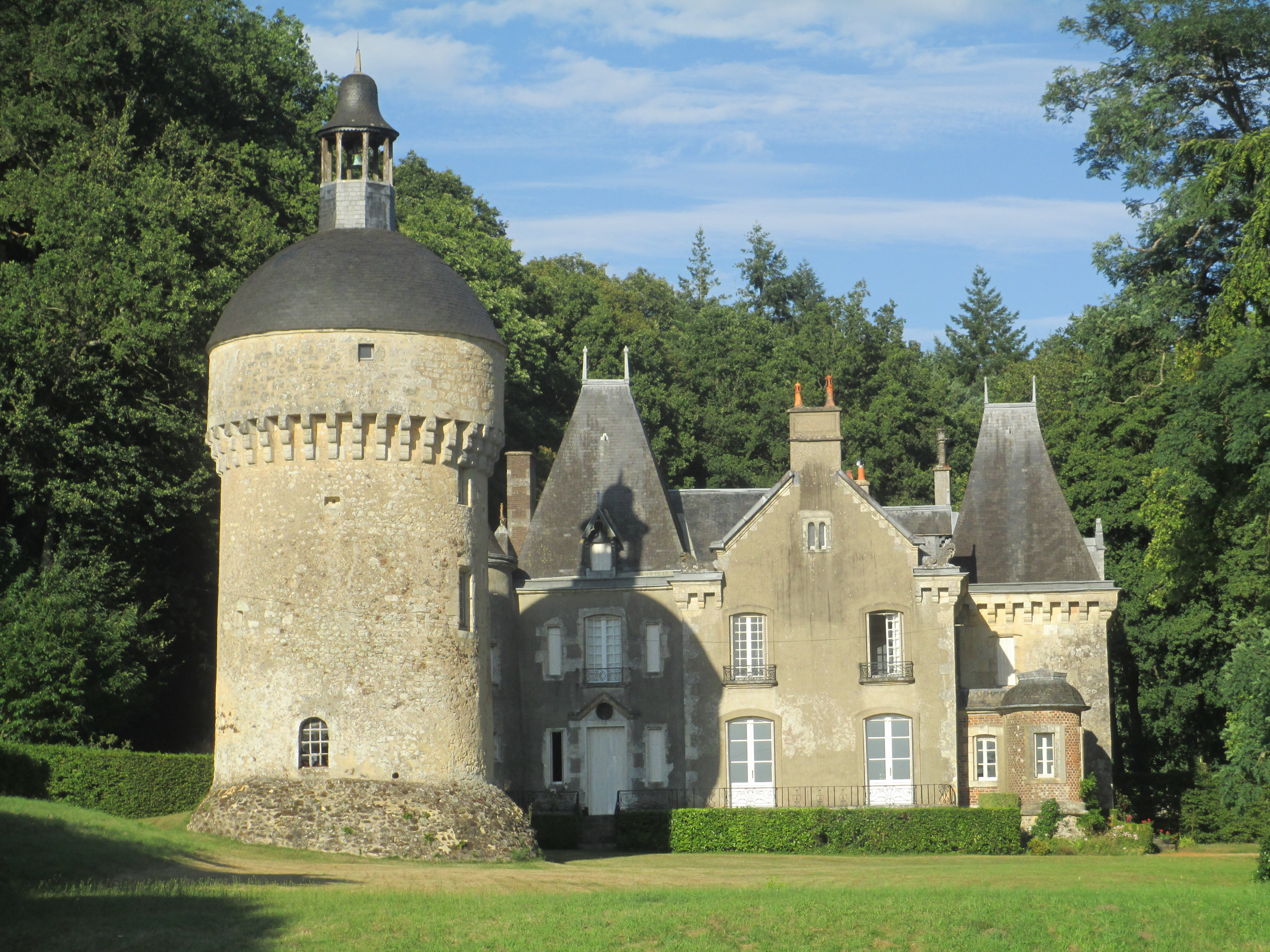
Schloss Monthimer
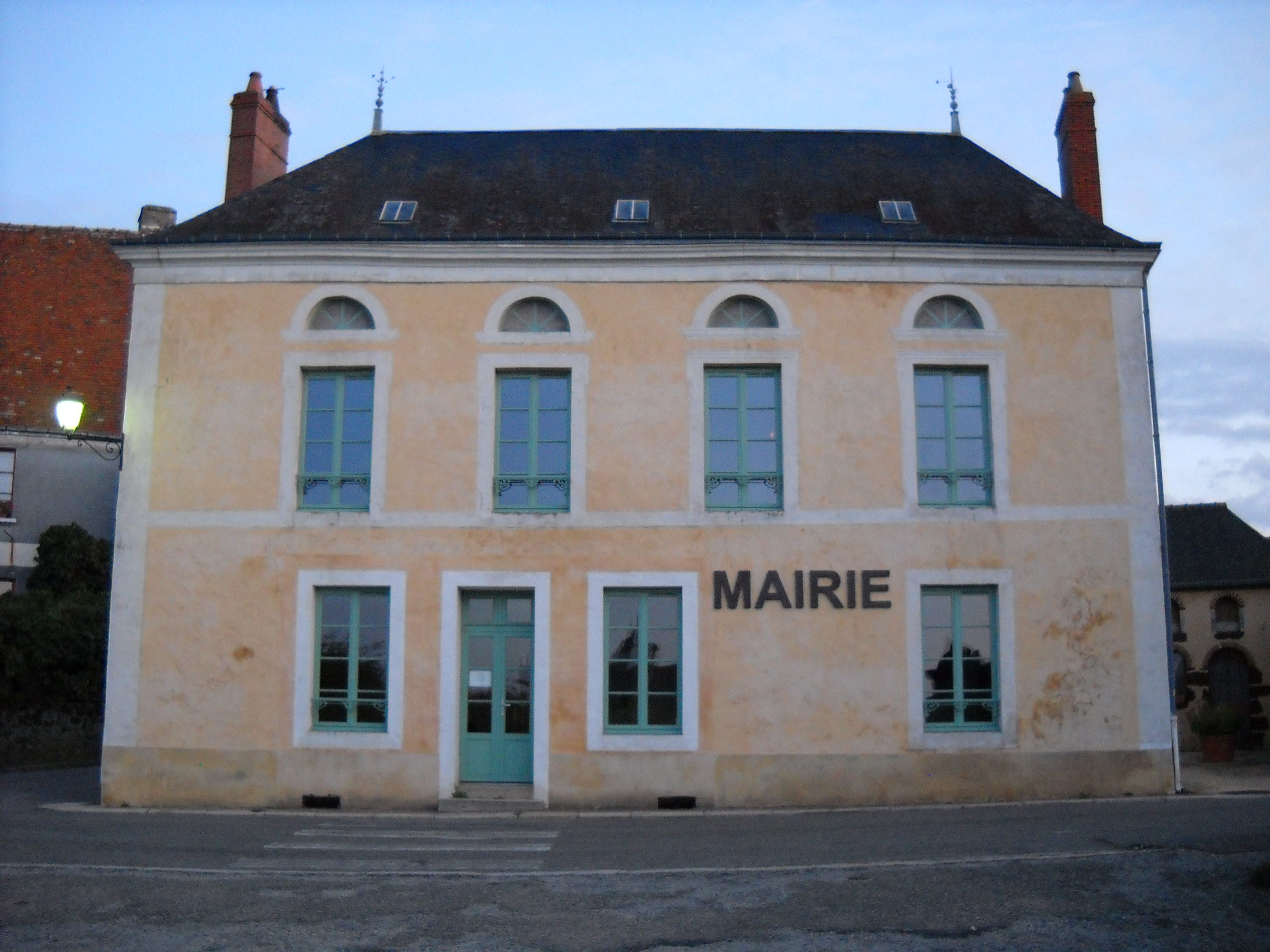
Ehemalige Mairie
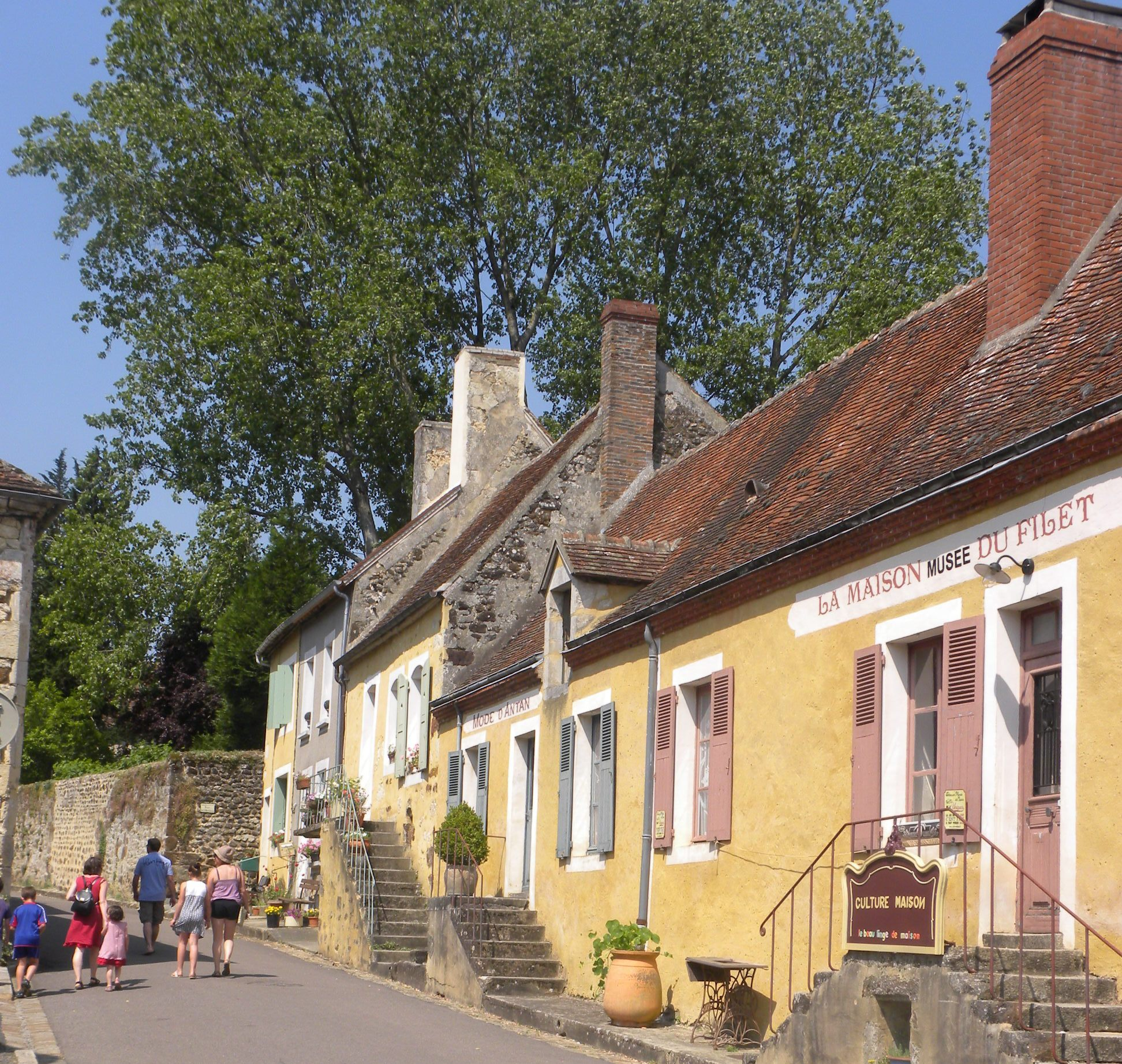
Typische Häuser von La Perrière